# Il sorpasso
Il sorpasso is een Italiaanse cult filmkomedie uit 1962 onder regie van Dino Risi, met Vittorio Gassman, Jean-Louis Trintignant en Catherine Spaak. Il sorpasso is een van de meest gekende films van Risi, en een typevoorbeeld van de typische Italiaanse comedie geproduceerd tussen de late jaren vijftig en de vroege jaren zeventig, de Commedia all'italiana.

## Verhaal
Op Ferragosto, een Italiaanse feestdag in augustus, leert de jonge student rechten Roberto de veertiger Bruno kennen. Ze verlaten het schijnbaar verlaten Rome in Bruno's geliefde wagen, een Lancia Aurelia B24 cabrio en maken samen een tweedaagse reis langs de Via Aurelia, de kustroute door Lazio en Toscane. De verlegen Roberto voelt tegelijk bewondering en afschuw voor de kleurrijke, maar bijwijlen oppervlakkige Bruno. Tijdens de reis leren beide mannen elkaar beter kennen. 
Dan jut Roberto zijn reisgezel op tot een gevaarlijke inhaalmanoeuvre zoals Bruno er al eerder meerdere had uitgevoerd. Alleen blokkeert een tegenliggende vrachtwagen het maneuvre, botst de wagen tegen de wegrand, kan Bruno nog uit de wagen geraken, maar stort de wagen met Roberto er nog in van de klif. Wanneer de politie verklaringen komt opnemen beseft Bruno dat hij niet eens de familienaam van Roberto kent. 

## Rolverdeling
| Acteur                 | Personage               |
| ---------------------- | ----------------------- |
| Vittorio Gassman       | Bruno                   |
| Jean-Louis Trintignant | Roberto                 |
| Luciana Angiolillo     | Gianna, Bruno's vrouw   |
| Catherine Spaak        | Lilly, Bruno's dochter  |
| Claudio Gora           | Bibi, Lilly's verloofde |
| Linda Sini             | Tante Lidia             |